# Henrik Breiner Pedersen
Henrik Breiner Pedersen (født 3. december 2004 i Sønder Felding) er en cykelrytter fra Danmark, der er på kontrakt hos Uno-X Mobility.

## Karriere
Som 7-årig begyndte Breiner Pedersen at cykle. I 2015 blev han medlem af Herning Cykle Klub. Fra starten af 2021 blev han en del af det danske juniorhold Team NPV-Carl Ras Roskilde Junior. I slutningen af året forlængede parterne aftalen, så den også var gældende for 2022.
Ved DM i landevejscykling 2022 i juni blev han U19-danmarksmester i linjeløbet, og blev nummer to ved enkeltstarten. To måneder efter blev det offentliggjort at Henrik Breiner fra starten af 2023 skulle køre sin første sæson som seniorrytter hos kontinentalholdet ColoQuick Cycling. Efter én sæson hos Coloquick skiftede Breiner fra 2024-sæsonen til norske Uno-X. I 2024 og 2025 skal han køre for kontinentalholdet Uno-X Mobility Development Team, inden han fra starten af 2026 og to sæsoner frem bliver en del af proteamet Uno-X Mobility.
Den 22. september 2023 blev han U23-europamester i linjeløb ved EM i landevejscykling i Drenthe, Holland.